# Protofeminism

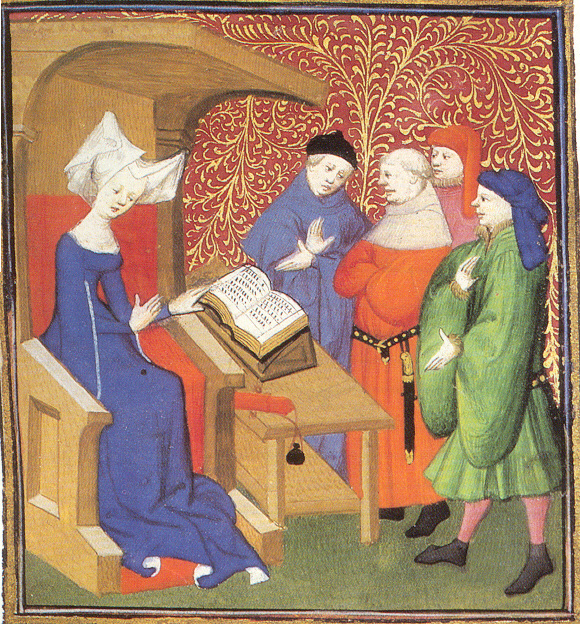
Christine de Pisan.

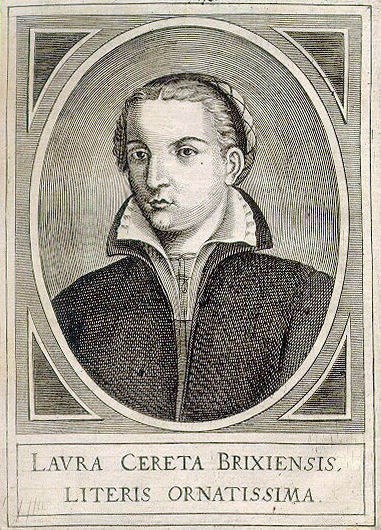
Laura Cereta.

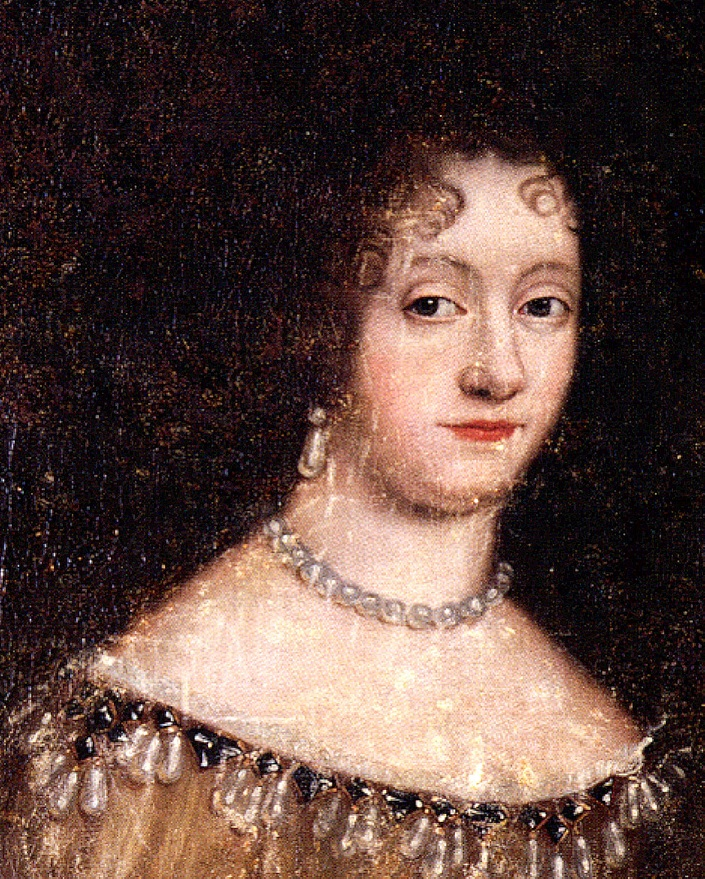
Beata Ribbing, f.Rosenhane

Protofeminism är en sammanfattande modern benämning på fenomen som kan uppfattas som tillhöriga feminismen före den tid feminism i modern mening fanns till. 
Termen har kritiserats som svepande och otydlig, men allmänt syftas på vad som kan uppfattas som feminism före den organiserade kvinnorörelsen under den första vågens feminism på 1800-talet. Protofeminismen var inte organiserad utan syftar på enskilda individer, idéer eller fenomen som har gynnat jämlikhet mellan könen på ett sätt som enligt modern definition kan betraktas som feministisk före den organiserade kvinnorörelsen, eftersom termen feminism strikt talat inte anses korrekt att använda för en person eller idé före den moderna organiserade feminismen på 1800-talet. 
Historiskt har idéer av detta slag ofta handlat om kvinnans rätt till (icke formell) bildning och hennes lika värde som människa, och varit informella idéer snarare än inriktad på lagliga reformer. Protofeminismen följdes av första vågens feminism på 1800-talet. 

## Historik

### Det antika Grekland och Rom
Under antiken förespråkade Platon i sitt verk Staten, att i den ideala republiken borde både män och kvinnor få utbildning, arbeta och delta i samhällslivet sida vid sida och behandlas som lika, med undantag för de fall när ren fysisk muskelstyrka krävdes.
Den romerska filosofen Gaius Musonius Rufus försvarade under första århundradet fördelarna med kvinnors studier i filosofi - något som under den tiden förekom men ibland ifrågasattes - med att båda könen hade lika stor anledning att studera ämnet med tanke på att båda hade lika stor kapacitet för att fullända sin moral.

### Medeltiden
Under medeltiden förekom enskilda tänkare inom både kristendomen och islam som försvarade kvinnors värde och rättigheter, men dessa tankar förblev enskilda individers och fick inget genomslag i samhället. 
En del medeltida kvinnor har utpekats som protofeminister, bland dem Marie de France och Eleonora av Akvitanien,  som inom ramen för den franska trubadurkulturens höviska kärleksideal utvecklade idéer om könens lika rättigheter inom kärlekslivet under 1100-talet. Beginerna under 1200-talet har också kallats för protofeminister. 
Christine de Pizan har pekats ut som den kanske mest framträdande protofeminismen under medeltiden. Hennes verk Kvinnostaden, som har kallats för ett feminismens pionjärverk och som beskriver kvinnor precis lika kapabla som män att utföra olika yrken i samhället, utgavs 1405.

### Renässansen och reformationen
Under renässansen på 1400-och 1500-talen uppkom ett idealiserande av utbildning för kvinnor i Europa. Individuella kvinnor blev berömda som exempel på "lärda kvinnor" och framhölls som föredömen och rollmodeller, och frågan om utbildning för kvinnor lyftes till den offentliga debatten. Flera inflytelserika manliga tänkare stödde bildning för kvinnor, bland dem Juan Luis Vives och Agrippa av Nettesheim. 
Kvinnliga intellektuella som Isotta Nogarola, Laura Cereta och Cassandra Fedele började delta i samhällsdebatten och försvara kvinnors rätt till bildning och erkännande av deras intellekt och konstnärliga begåvning och förmåga att bidra till samhället på fler sätt än genom att föda barn. Dessa tänkare tillhör dem som brukar kategoriseras som protofeminister. 
Den vanliga tanken var dock inte att kvinnor skulle få tillgång till formell utbildning för att använda den till yrkesverksamhet. Det vanliga temat var snarare att försvara kvinnors rätt till (informell) bildning och kunskap som sådan; deras intellektuella förmåga att tillgodogöra sig den; och att även kvinnor kunde ha förmåga och begåvning för att göra sig märkbara som intellektuella, filosofer och konstnärer. 
Renässansen såg också ett stort antal berömda kvinnliga konstnärer, som Sofonisba Anguissola, och sådana exempel framhölls som rollmodeller och bevis på att kvinnor kunde ha begåvning och förmåga. 
En argument som fick framgång var att (informellt) bildade kvinnor blev bättre och mer pedagogiska mödrar. Den katolska kyrkan grundade ursulinernas orden för utbildning av flickor, och det blev modernt för fäder att ge sina döttrar en hög bildning med hjälp av privatlärare i hemmet. 
Kvinnor under reformationen upplevde en samhällsomvandling som ledde till stora förändringar av kvinnors tillvaro. I protestantiska länder försvann möjligheten för kvinnor att bli nunnor. Att bli nunna hade varit ett alternativ till att bli hustru och mor, något som i fortsättningen framhölls som kvinnans enda ideala alternativ i enlighet med tolkningarna av bibeln, som nu blev allmänt tillgänglig. 
Samtidigt förespråkade protestantismen också att alla oavsett kön skulle läsa bibeln, något som ledde till det gradvisa införandet av ett allmänt skolväsende för att alla män och kvinnor skulle kunna läsa och skriva, och alltså höjde kvinnors allmänna utbildningsnivå. Reformationens religiösa splittrig resulterade också i bildandet av flera religiösa sekter och läror, av vilka vissa var positiva till en större frihet och jämlikhet för kvinnor, bland dem kväkarna.

### Preciositet och salongskultur
Under 1600-talet uppkom den litterära rörelsen preciositeten i Frankrike, där kvinnors utbildning spelade en stor roll. Intellektuella kvinnor deltog där i samhällsdebatten, även om detta förlöjligades i samtiden. Under 1600-talet uppkom individuella kvinnliga författare som deltog i samhällsdebatten med idéer som påminde om feminism i modern mening. Mary Astell har kallats den första feministiska författaren, men hon föregicks av Anna Maria van Schurman, Bathsua Makin, Juana Inés de la Cruz och Marie de Gournay. Svenska exempel var Sophia Elisabet Brenner och Beata Rosenhane. Även män tog upp frågan om könens jämlikhet, bland dem François Poullain de la Barre.
I anslutning till men inte identisk med preciositeten uppkom under 1600-talet den litterära salongen i Frankrike, som sedan spelade en stor roll i Västvärlden. Salongslivet gjorde det accepterat för kvinnor att spela en roll inom den intellektuella världen, både som mecenater och som själva aktiva, en roll som spred sig över hela Västvärlden under upplysningstiden på 1700-talet. Den intellektuella och politiska salongskulturen under upplysningstiden kom att spela en roll för de tankar som ledde till franska revolutionen, där den moderna första vågens feminism först uppstod. 

## Exempel
- Margareta Momma
- Catharina Ahlgren
- Anna Maria Rückerschöld
- Hedvig Charlotta Nordenflycht
- Damaris Cudworth Masham